# Sauveterre-de-Béarn
Sauveterre-de-Béarn ist eine französische Gemeinde mit 1.361 Einwohnern (Stand: 1. Januar 2022) im Département Pyrénées-Atlantiques in der Region Nouvelle-Aquitaine. Sie gehört zum Arrondissement Oloron-Sainte-Marie und zum Kanton Orthez et Terres des Gaves et du Sel (bis 2015: Kanton Sauveterre-de-Béarn). Die Einwohner werden Sauveterriens genannt.

## Geographie
Sauveterre-de-Béarn liegt etwa 47 Kilometer westnordwestlich von Pau am Gave d’Oloron. Umgeben wird Sauveterre-de-Béarn von den Nachbargemeinden Salies-de-Béarn im Norden, Burgaronne im Osten und Nordosten, Andrein im Osten, Barraute-Camu im Südosten, Saint-Gladie-Arrive-Munein im Süden, Guinarthe-Parenties im Süden und Südwesten, Autevielle-Saint-Martin-Bideren im Westen, Athos-Aspis im Westen und Nordwesten sowie Oraàs im Nordwesten.
Durch die Gemeinde führt die frühere Route nationale 133 (heutige D933) sowie die Via Lemovicensis, einem der vier historischen „Wege der Jakobspilger in Frankreich“.

## Geschichte
Während des Mittelalters befand sich hier eine der wichtigsten Brücken auf der Straße nach Spanien. Noch heute zeugt der mittelalterliche Ortskern von der damaligen Bedeutung.

### Bevölkerungsentwicklung
| Jahr                      | 1962 | 1968 | 1975 | 1982 | 1990 | 1999 | 2006 | 2012 |
| Einwohner                 | 1264 | 1354 | 1572 | 1515 | 1366 | 1304 | 1352 | 1424 |
| Quelle: Cassini und INSEE |      |      |      |      |      |      |      |      |

## Sehenswürdigkeiten
- Kirche Saint-André aus dem 12./13. Jahrhundert
- Protestantische Kirche von 1808
- Kapelle Saint-Martin aus dem 13./14. Jahrhundert
- Kommanderie, früherer Augustinerkonvent
- Brücke La Légende
- Turm Monréal

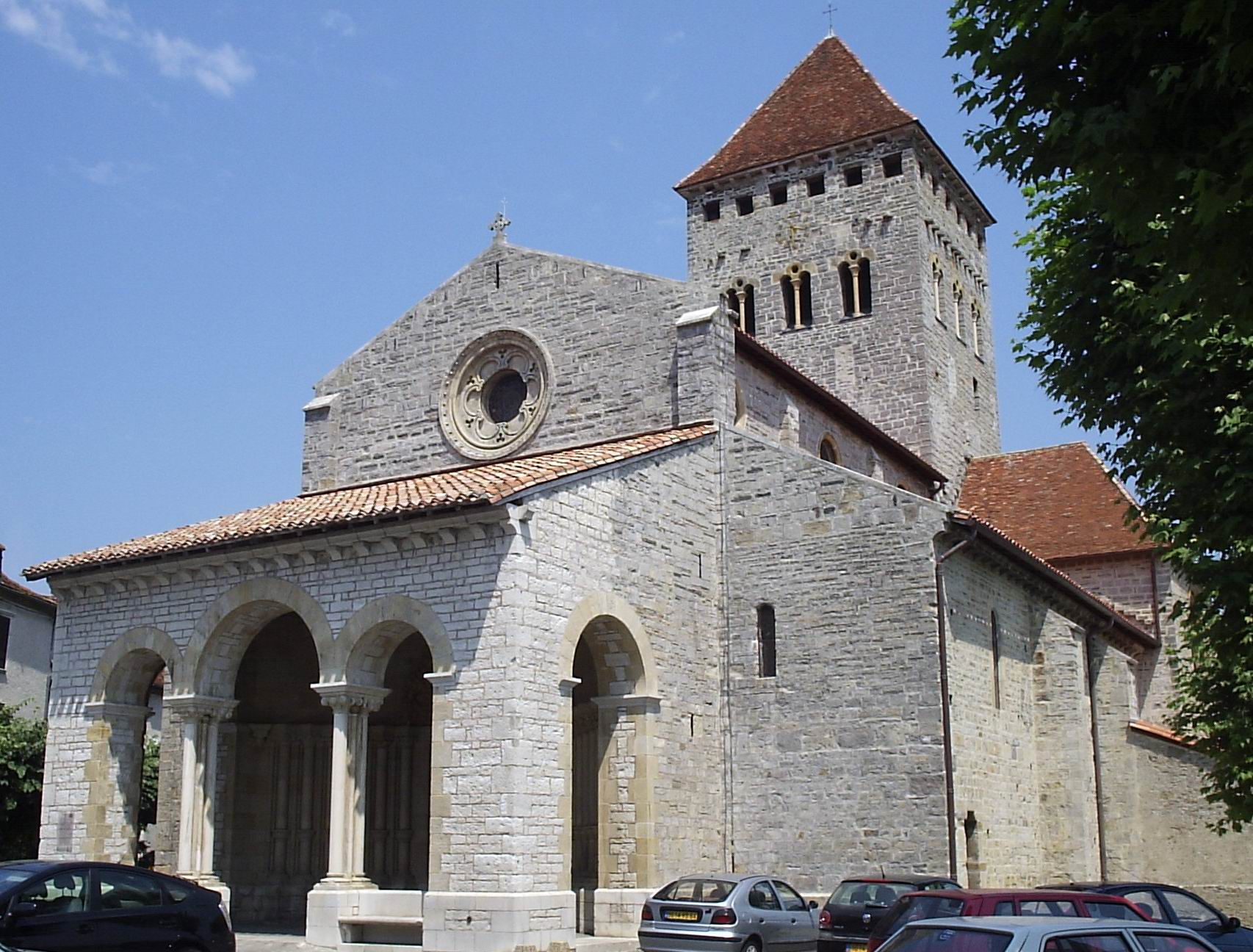
Kirche Saint-André
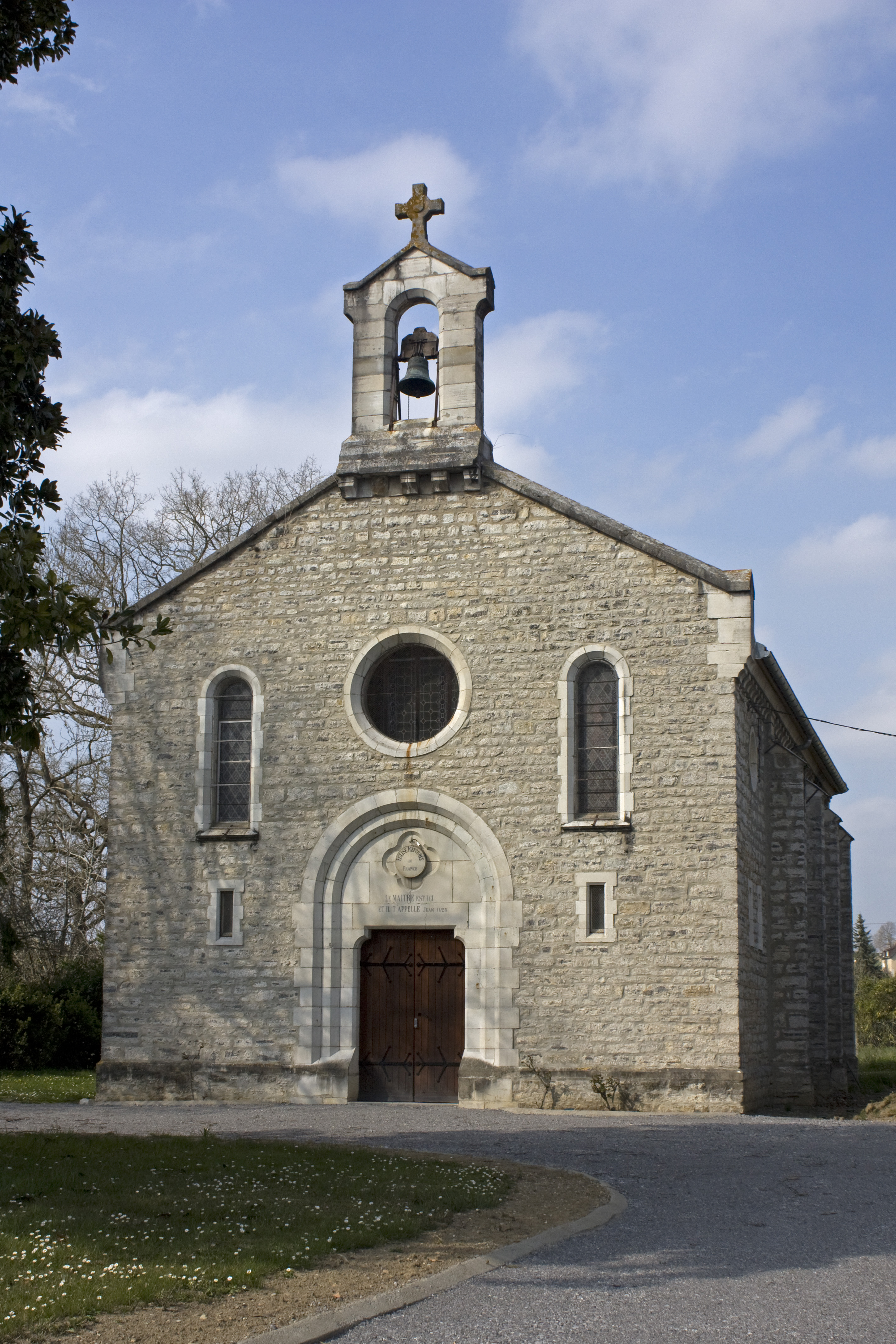
Protestantische Kirche
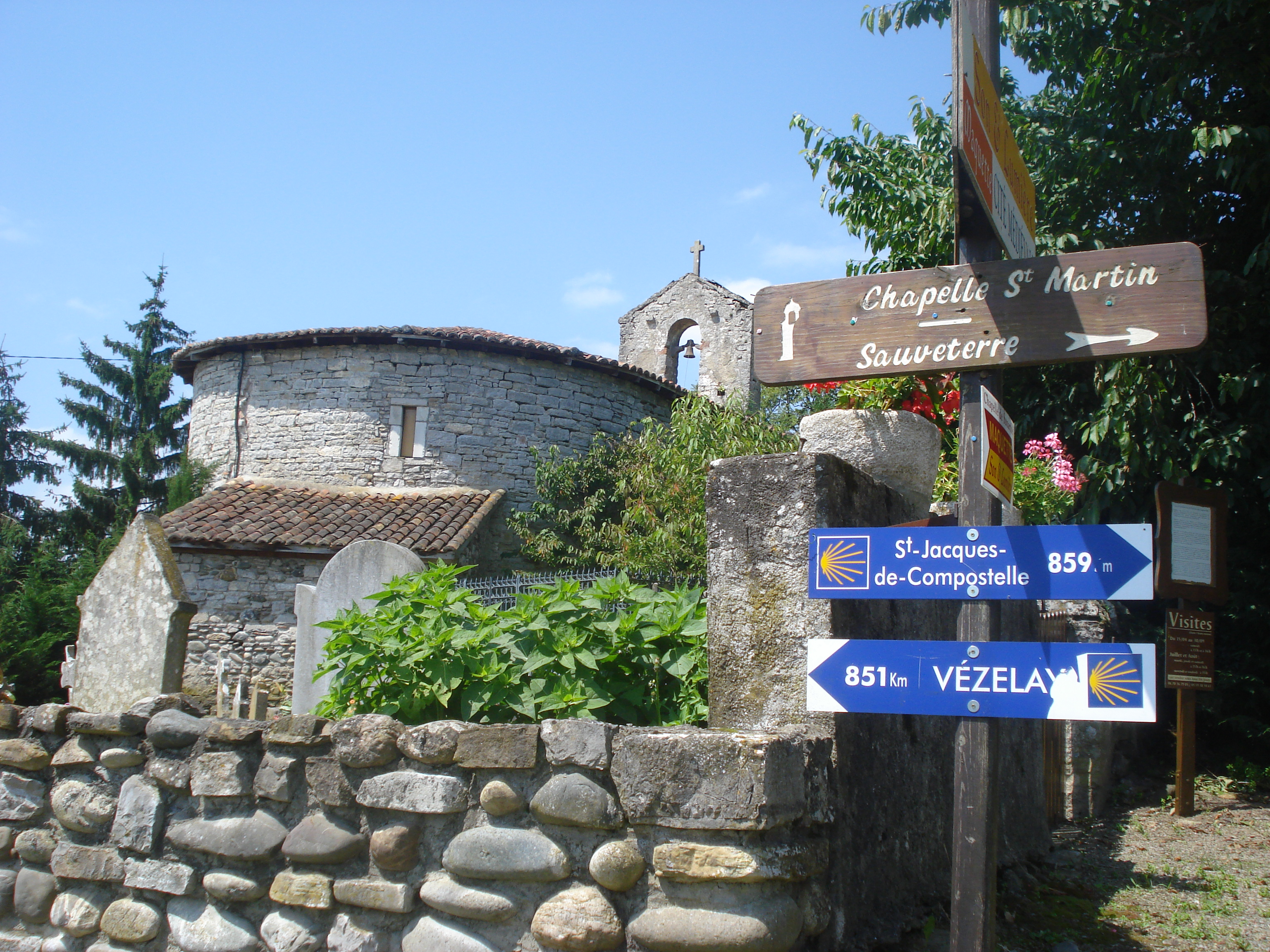
Kapelle Saint-Martin
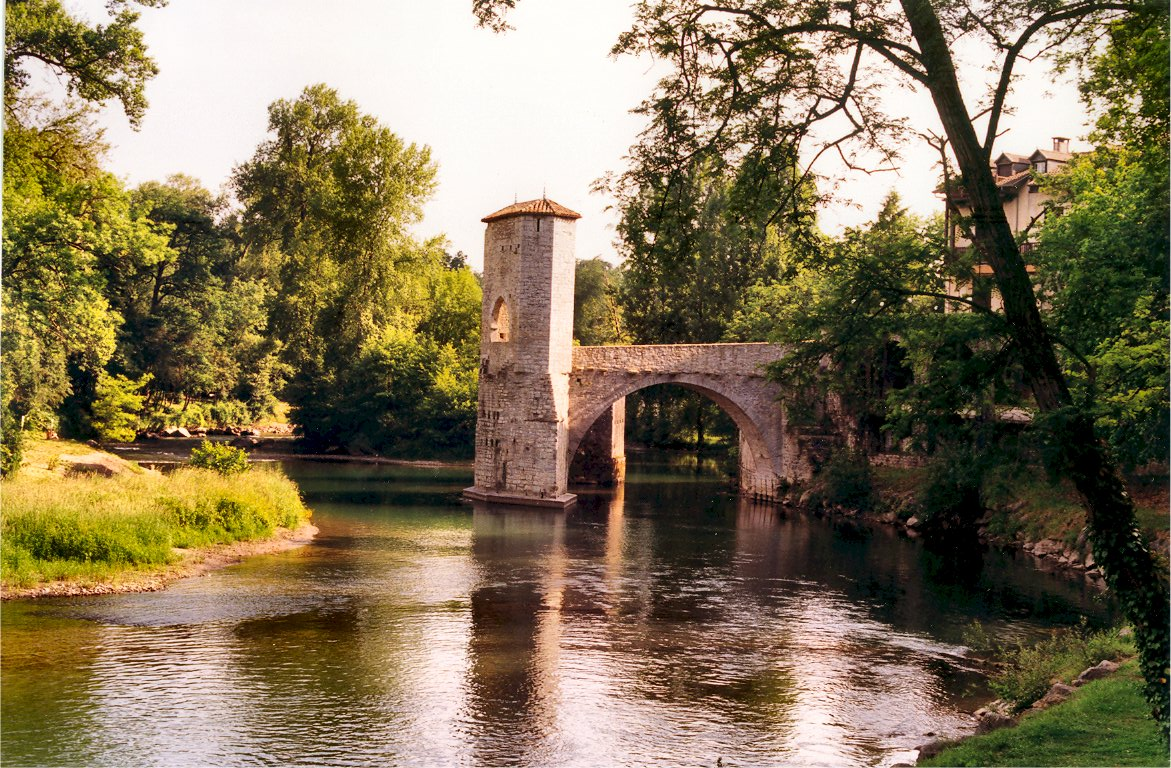
Brücke La Légende
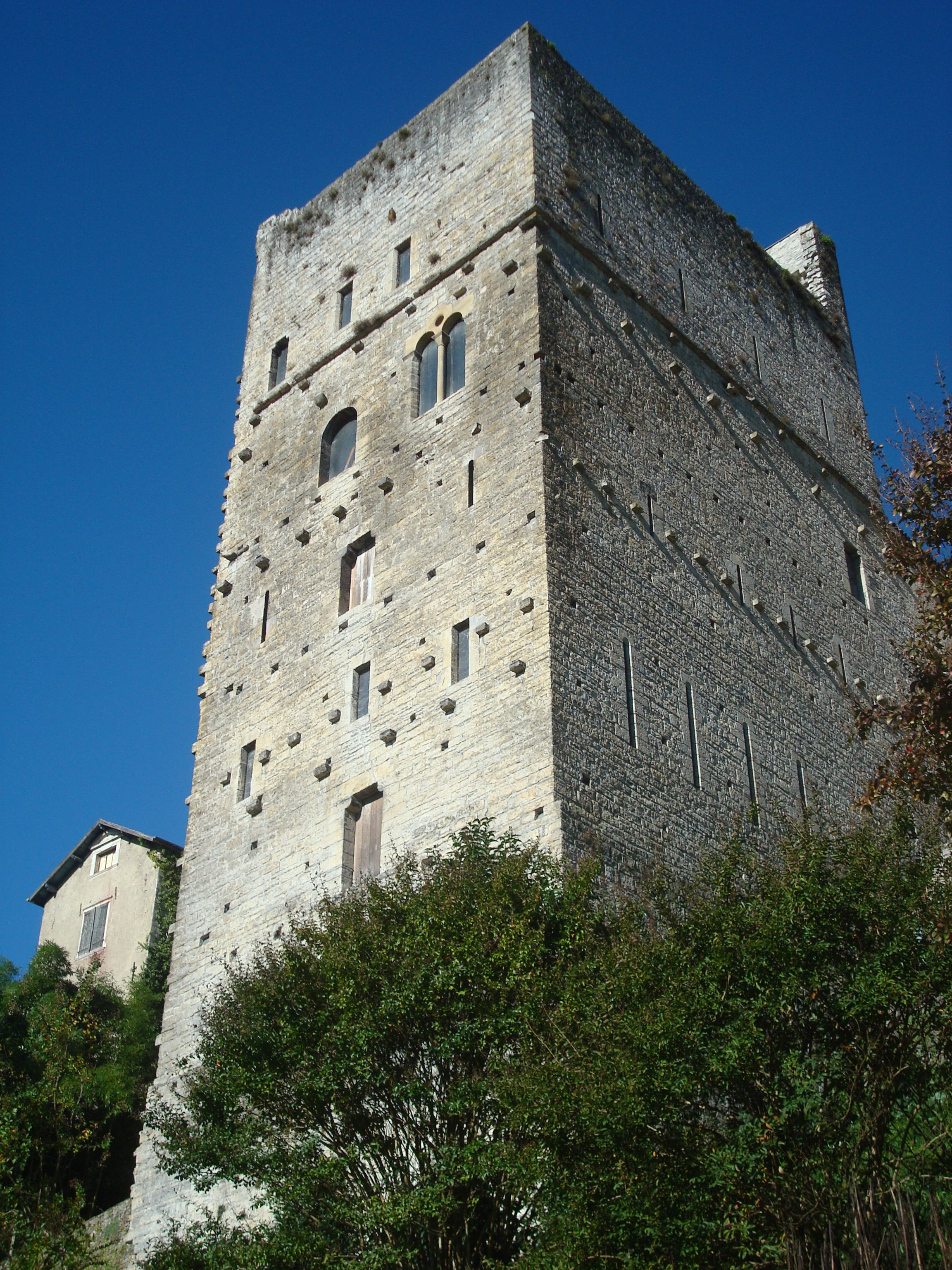
Turm Monréal

## Gemeindepartnerschaften
Mit der spanischen Gemeinde Gurrea de Gállego in der Provinz Huesca (Aragonien) besteht seit 1993 eine Partnerschaft.

## Persönlichkeiten
- Léon Bérard (1876–1960), Politiker
- Cyril Barthe (* 1996), Radrennfahrer